# Willem van Champeaux
Willem van Champeaux (ook bekend als Guglielmus de Campellis) (Champeaux, ca. 1070 - Châlons-en-Champagne, 18 januari 1121) was een Franse filosoof en theoloog.

## Leven
Willem werd geboren in Champeaux nabij Melun. Na het afsluiten van zijn studies aan de kathedraalschool van Laon onder leiding van Anselmus van Laon en bij Roscellinus van Compiègne, gaf hij les aan de kathedraalschool van de Notre-Dame van Parijs. Van deze instelling werd hij in 1103 tot kanunnik benoemd. Onder zijn leerlingen bevond zich Pierre Abélard. In 1108 trok hij zich terug in de abdij van Saint-Victor, waar hij opnieuw colleges begon te geven. Hij werd in 1113 tot bisschop van Châlons-en-Champagne benoemd. Hij nam als aanhanger van paus Callixtus II deel aan het geschil omtrent de investituurstrijd. Op de conferentie van Mousson vertegenwoordigde hij paus Callixtus II.

## Filosofie
In de strijdvraag in de Scholastiek naar de werkelijkheid van de universalia hing Willem een extreem realisme aan. Enkel het algemene had voor hem echte werkelijkheid, terwijl hij de bijzondere, individuele uitdrukking van het algemene enkel zag als een onbelangrijke bijkomstigheid. Bijvoorbeeld kende hij enkel aan de 'mensheid' een bestaan als substantie toe, terwijl de 'individuele mens' iets toevallig en onbelangrijk is. Hierin kwam zijn visie overeen met die van zijn tijdgenoot Bernard van Chartres.
- Biblioteca Nacional de España: XX1227539
- Bibliothèque nationale de France: cb122139455 (data)
- Gemeinsame Normdatei: 100944442
- International Standard Name Identifier: 0000 0000 0057 6377
- Library of Congress Control Number: no2006028094
- Nationale Bibliotheek van Tsjechië: av2014848519
- Nationale Bibliotheek van Israël: 987012492527305171
- Nederlandse Thesaurus van Auteursnamen: 239440196
- Réseau des bibliothèques de Suisse occidentale: 02-A017992091
- Istituto Centrale per il Catalogo Unico: SBTV009926
- Système universitaire de documentation: 066912687
- Virtual International Authority File: 71440072
- WorldCat: E39PBJyMmd34tgrD8Hv3VPp773